# Mediastinum
Mediastinum, brystskillevæggen på dansk, er bindevævsrummet mellem de to lunger. Det er det centrale rum i brystkassen og indeholder hjertet, de store blodkar, spiserøret, luftrøret, nervus phrenicus, hjertenerverne, brisselen og lymfeknuder. Den opdeles i fire rum, mediastinum superius, mediastinum anterius, mediastinum medium og mediastinum posterius.

## Struktur
Mediastinum som helhed er begrænset fortil af brystbenet og bagtil af rygsøjlen, og så til begge side af lungernes pleura. Hjertet er heri den største struktur, og mediastinums indellinger navngives ud fra deres position relativt til hjertet.

### Mediastinum superius
Superiort for hjertet findes mediastinum superius, som er afgrænset inferiort af hjertet og hjertesækken, anteriort af manubrium sterni og posteriort af 1. til 4. brysthvirvler.
Den indeholder:
- Brislen, øverste kant af denne, anteriort i rummet.
- Spiserøret, centralt-posteriort i rummet.
- Luftrøret, centralt i rummet, anteriort for spiserøret.
- Øverste nodi lymphatici mediastinales anteriores
- Ductus thoracicus, forløber til venstre for luftrøret, langs venstre lunge.
- Vasa thoracica interna, øvre afgræninger af disse
  - Vena cava superior, anteriort i rummet.
    - Vena braciophalica sinister et dexter.

  - Arcus aortae, krydser rummet med udspring fra hjertet anterio-centralt, og forløbet sig dorsalt og til venstre i rummet.
    - Truncus braciocephalicus udspringer først fra arcus, og krydser højre om trachea.
    - Arteria carotis communis sinister, udspringer som den anden fra arcus, og løber langs venstre anteriore side af trachea i rummet.
    - Arteria subclavia sinister, udspringer som den tredje fra arcus, og løber langs venstre posteriore side af trachea i rummet.
- Nervus vagus sinister findes venstre-anteriort for carotis communis sinister; dexter findes til højre for trachea, hvor den krydser arteria subclavia.
  - Nervus laryngeus recurrens
    - Sinister har udspring i mediastinum superius, og løber anteriort langs spiserøret i denne efter at komme ud under arcus aortae.
    - Dexter har udspring i halsroden, ved vagus' krydsning af a. sublavia, hvorfra den løber posteriort for at ligge parralelt med sinister længere oppe i halsen.
- Truncus sympathicus
  - Nervus cardiacus cervicales superior descenderer på begge sider af trachea langs med de store halskar ned til plexus cardiacus.
  - Nervus cardiacus cervicales medius befinder sig lige posteriort for cervicales superior, men har ellers samme forløb ned til plexus cardiacus.
  - Nervus cardiacus cervicales inferior udspringer lige inden mediastinum superius, og forløber på begge sider posterio-lateralt i rummet ned mod plexus cardiacus.
- Nervus phrenicus løber anteriort for arteria sublavia på begge sider, medialt for arteriae thoracica internae.
- Muskeludspring til:
  - Musculus sternohyoideus, lige bag sternum.
  - Musculus sternothyroideus, lige bag sternohyoideus.
  - Musculus longi colli, anteriort for rygsøjlen.

### Mediastinum medium
Udgøres udelukkende af hjertet, hjertesækken og dens ummidelbare omgivelser.
Den indeholder:
- Hjertet og dens sæk.
- Nervus phrenicus som løber på begge sider af hjertet.
- Aorta ascendens lige over hjertet.
- Truncus pulmonales, til venstre for aorta ascendens.
- Vena cava superior, til højre for aorta ascendens.
- Vena cava inferior, inferiort i rummet
- Nodi lymphatici tracheobronchiales

### Mediastinum anterius
Rummet imellem forfladen af hjertesækken og sternum er mediastinum anterius. Dette rum er meget affladet, og indeholder kun ganske få strukturer:
- Thymus, undersiden af denne kan findes superiort i rummet.
- Nodi lymphatici mediastinales anteriores
- Vena thoracica interna og arteria thoracica interna på hver deres side af sternum.

### Mediastinum posterius
Det sidste rum er det bag ved hjertet. Det er mere rummeligt end anterius, men afflades sammen med dens strukturer af hjertet.
Dette rum indeholder:
- Spiserøret, centralt i rummet lige imellem hjertet og rygsøjlen.
- Aorta thoracica, til venstre for spiserøret
- Vena cava inferior, under hjertet.
- Vena azygos, til højre for spiserøret.
  - Vena hemiazygos, til venstre for spiserøret, krydser spiserøret omkring T7.
- Nervus vagus findes på begge sider af spiserøret
  - Plexus oesophagus dannes af nervus vagus i bunden af dennes forløb, rundt om spiserøret.
- Ductus thoracicus forløber posteriort for spiserøret.
- Nodi lymphatici mediastinales posteriores